# 堀木博禮
堀木 博禮（ほりき ひろのり、1931年2月26日 - 2001年10月28日）は、日本の教育者。高等学校教諭、短期大学助教授、予備校講師を務めた。専門は現代文。1960年代後半から1990年代中盤にかけて代々木ゼミナール現代文・小論文の講師として人気を博したことで知られる。堀木博礼とも表記される。

## 経歴・人物
東京都出身。東京都立九段中学校入学、静岡県立静岡城内高等学校へ転校、卒業。東京大学文学部仏文学科卒業。麻布高等学校教諭、共立女子短期大学助教授を務めた。1968年から1998年ごろまで、全国大手の大学受験予備校であった代々木ゼミナールの現代文講師。大学入試現代文の第一線で活躍した講師の一人で、駿台予備学校で東大クラスを教えていた藤田修一と人気を二分した。
代ゼミ実施の「東大プレ」の問題を作成した他、Z会通信添削問題作成者として長く活躍。またNHK高校講座 国語 I や、旺文社大学受験ラジオ講座（ラ講）など放送番組の講師も担当した。記述問題に強く、国立大学受験生からの支持が厚かった。講義は、言葉の意味・用法の理解と文脈の把握を重視するオーソドックスなものであったとされ、代々木本校で長年にわたって「東大現代文」を講じ、代々木校、町田校、名古屋校などの他、晩年には柏校へも出講した。代ゼミで第一線を退いてからは、それまでの仕事をまとめ、本格的な参考書を数冊執筆した。『現代文のトレ－ニング』は著者の死後も改訂を重ね、大学受験の学参書の名著として知られた。

## 主な著書

### 単著
- 『入門編 現代文のトレ－ニング』 増進会出版社 1999/ 新装版 Z会出版 2003
- 『私大編 現代文のトレ－ニング』 増進会出版社 1994/ 改訂版 2005
- 『Z会 必修現代文』 増進会出版社 2000
- 『堀木の読めてくる現代文 2 (実戦力をつける10+1講)』 旺文社 1992.9
- 『堀木の読めてくる現代文 1 (基礎づくり10+1講)』 旺文社 1992.6
- 『基礎編 現代文のトレ－ニング』 増進会出版社 1987

### 共著
- 『入試国語 スーパーマニュアル』（大学受験 RAKO BOOK） 堀木博禮・高橋孝・国広功・林省之介・木谷喜美枝 旺文社 1991
- 『新小論文ノート』（分担執筆） 代々木ライブラリー 年次版
- 『シンポジュウム日本文学19「戦後文学」』 佐藤勝・山田博光・伊豆利彦・鳥居邦朗・亀井秀雄・堀木博礼 学生社 1977.5